# Tuolumne Grove

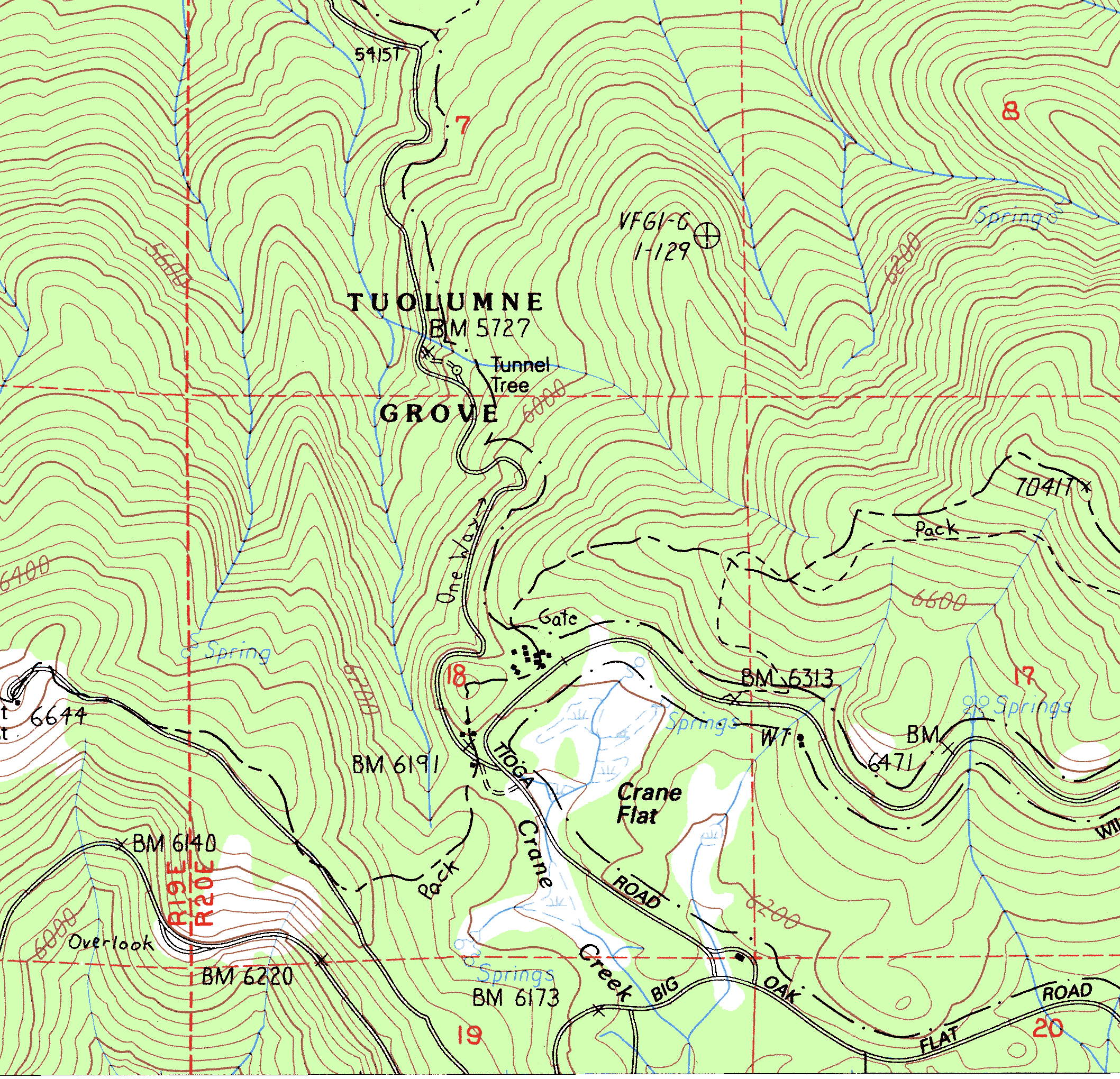
Mapa da área de Tuolumne Grove.

O Tuolumne Grove é um grove, pequeno bosque, de sequóias perto de Crane Flat no sul do Parque Nacional de Yosemite, na Califórnia, Estados Unidos.